# Asteropella agassizii
Asteropella agassizii is een mosselkreeftjessoort uit de familie van de Cylindroleberididae. De wetenschappelijke naam van de soort is voor het eerst geldig gepubliceerd in 1870 door Müller.